# Claudia Poll Ahrens
Claudia Poll Ahrens (Managua, Nicaragua 1972) és una nedadora costa-riquenya, ja retirada, guanyadora de tres medalles olímpiques.

## Biografia
Va néixer el 22 de desembre de 1972 a la ciutat de Managua, capital de Nicaragua en una família d'ascèndia alemanya. De ben petita la seva família es traslladà a Costa Rica, de la qual n'agafà la nacionalitat. És germana de la també nedadora i medallista olímpica Silvia Poll.

## Carrera esportiva
Va participar, als 23 anys, en els Jocs Olímpics d'Estiu de 1996 realitzats a Atlanta (Estats Units), on va aconseguir guanyar la medalla d'or en els 200 metres lliures, imposant-se per davant de la favorita Franziska van Almsick, a més de finalitzar cinquena en els 400 metres lliures. En els Jocs Olímpics d'Estiu de 2000 realitzats a Sydney (Austràlia) aconseguí guanyar la medalla de bronze en aquestes dues proves, finalitzant en els Jocs Olímpics d'Estiu de 2004 realitzats a Atenes (Grècia) desena i novena respectivament.
Al llarg de la seva carrera ha guanyat 4 medalles en el Campionat del Món de natació, una d'elles d'or; 4 medalles d'or en el Campionat del Món de natació en piscina curta i 6 medalles en els Campionats de Natació Pan Pacific.
El 1997 fou nomenada nedadora de l'any per la revista Swimming World Magazine.